# Roflumilast
Roflumilast (łac. roflumilastum) – wielofunkcyjny organiczny związek chemiczny. Jest inhibitorem fosfodiesterazy typu 4. Stosowany jako lek w leczeniu podtrzymującym ciężkiej przewlekłej obturacyjnej choroby płuc z towarzyszącym przewlekłym zapaleniem oskrzeli.

## Zastosowania
Roflumilast może być stosowany w leczeniu podtrzymującym ciężkiej (natężona objętość wydechowa pierwszosekundowa po podaniu leku rozszerzającego oskrzela poniżej 50% wartości należnej) przewlekłej obturacyjnej choroby płuc z towarzyszącym przewlekłym zapaleniem oskrzeli, z częstymi zaostrzeniami w wywiadzie, jako uzupełnienie leczenia lekami rozszerzającymi oskrzela.

## Działania niepożądane
Działania niepożądane stwierdzone podczas badań klinicznych
| Rodzaj zaburzenia                   | Częstość występowania | Działanie niepożądane                                    |
| ----------------------------------- | --------------------- | -------------------------------------------------------- |
| Układ nerwowy                       | częste                | ból głowy                                                |
| Układ nerwowy                       | niezbyt częste        | drżenie                                                  |
| Układ nerwowy                       | niezbyt częste        | zawroty głowy                                            |
| Układ nerwowy                       | rzadkie               | zaburzenia smaku                                         |
| Serce                               | niezbyt częste        | Kołatanie serca                                          |
| Układ oddechowy                     | rzadkie               | zakażenia dróg oddechowych (z wyjątkiem zapalenia płuc)  |
| Żołądek i jelita                    | częste                | biegunka                                                 |
| Żołądek i jelita                    | częste                | nudności                                                 |
| Żołądek i jelita                    | częste                | ból brzucha                                              |
| Żołądek i jelita                    | niezbyt częste        | zapalenie błony śluzowej żołądka                         |
| Żołądek i jelita                    | niezbyt częste        | wymioty→BK                                               |
| Żołądek i jelita                    | niezbyt częste        | refluks żołądkowo-przełykowy                             |
| Żołądek i jelita                    | niezbyt częste        | dyspepsja                                                |
| Żołądek i jelita                    | bardzo rzadkie        | obecność świeżej krwi w kale                             |
| Żołądek i jelita                    | bardzo rzadkie        | zaparcia                                                 |
| Wątroba i drogi żółciowe            | rzadkie               | zwiększenie aktywności gamma-glutamylotranspeptydazy     |
| Wątroba i drogi żółciowe            | rzadkie               | zwiększenie aktywności aminotransferazy asparaginianowej |
| Skóra i tkanka podskórna            | niezbyt częste        | wysypka                                                  |
| Skóra i tkanka podskórna            | rzadkie               | pokrzywka                                                |
| Mięśnie szkieletowe i tkanka łączna | niezbyt częste        | skurcze i osłabienie mięśni                              |
| Mięśnie szkieletowe i tkanka łączna | niezbyt częste        | mialgia                                                  |
| Mięśnie szkieletowe i tkanka łączna | niezbyt częste        | ból pleców                                               |
| Mięśnie szkieletowe i tkanka łączna | rzadkie               | zwiększenie aktywności kinazy kreatynowej                |
| Ogólne i miejscowe                  | niezbyt częste        | złe samopoczucie                                         |
| Ogólne i miejscowe                  | niezbyt częste        | osłabienie                                               |
| Ogólne i miejscowe                  | niezbyt częste        | zmęczenie                                                |

## Dawkowanie

### Osoby dorosłe
Roflumilast jest lekiem dozwolonym do stosowania u osób dorosłych, w dawce 500 mikrogramów raz na dobę.

### Pacjenci w podeszłym wieku
Nie ma konieczności dostosowywania dawki leku.

### Dzieci
Leku nie należy stosować u dzieci poniżej 18 lat.

### Zaburzenia czynności nerek
Nie ma konieczności dostosowywania dawki leku.

### Zaburzenia czynności wątroby
Dane kliniczne dotyczące stosowania Roflumilastu u pacjentów z łagodną niewydolnością wątroby (Child-Pugh A) są niewystarczające, aby zalecać dostosowanie dawki, jednakże należy zachować ostrożność podczas stosowania.
| skala Childa-Pugha | Dawkowanie      |
| ------------------ | --------------- |
| A                  | dawka bez zmian |
| B                  | nie stosować    |
| C                  | nie stosować    |

### Wpływ na prowadzenie pojazdów
Nie ma wpływu na zdolność prowadzenia pojazdów i obsługiwania maszyn.

### Ciąża i laktacja

#### Ciąża
Roflumilastu nie należy stosować w okresie ciąży oraz u kobiet w wieku rozrodczym niestosujących skutecznej metody antykoncepcji.

#### Laktacja
Roflumilastu nie należy stosować w okresie karmienia piersią ze względu na stwierdzoną możliwość (podczas badań na zwierzętach) przenikania leku do ludzkiego mleka

#### Płodność
Nie stwierdzono w badaniach klinicznych wpływu na parametry nasienia ani na hormony płciowe

### Sposób zażywania
Jedna tabletka (500 μg) raz na dobę każdego dnia o tej samej porze. Stosue się ją, popijając wodą, z jedzeniem lub bez jedzenia.

### Przedawkowanie
Nie ma specyficznych danych dotyczących postępowania w przedawkowaniu roflumilastu.
W badaniach klinicznych po pojedynczym doustnym podaniu dziesięciokrotności zalecanej dawki (5000 mikrogramów) zaobserwowano zwiększone nasilenie następujących objawów: ból głowy, zaburzenia żołądkowo-jelitowe, zawroty głowy, kołatanie serca, uczucie pustki w głowie, zimne poty i niedociśnienie tętnicze.
Ze względu na duży stopień wiązania roflumilastu z białkami osocza wymuszona hemodializa może okazać się nieskuteczna, brak informacji na temat możliwości usuwania poprzez dializę otrzewnową.

## Preparaty

### Unia Europejska

#### Preparaty zarejestrowane w Polsce
Daxas

#### Preparaty zarejestrowane w innych krajach Unii Europejskiej
Daliresp, Daxas, Libertek 